# جان إبستاين
جان إبستاين (بالفرنسية: Jean Epstein)‏ هو كاتب وكاتب سيناريو وناقد سينمائي ومخرج فرنسي، ولد في 25 مارس 1897 في وارسو في بولندا، وتوفي في 2 أبريل 1953 في باريس في فرنسا بسبب أمراض دماغية وعائية.

## وصلات خارجية
- جان إبستاين على موقع IMDb (الإنجليزية)
- جان إبستاين على موقع روتن توميتوز (الإنجليزية)
- جان إبستاين على موقع ألو سيني (الفرنسية)
- جان إبستاين على موقع أول موفي (الإنجليزية)
- جان إبستاين على موقع قاعدة بيانات الأفلام السويدية (السويدية)
- جان إبستاين على موقع قاعدة بيانات الفيلم (الإنجليزية)
- جان إبستاين على موقع كينوبويسك (الروسية)